# 冷泉為泰

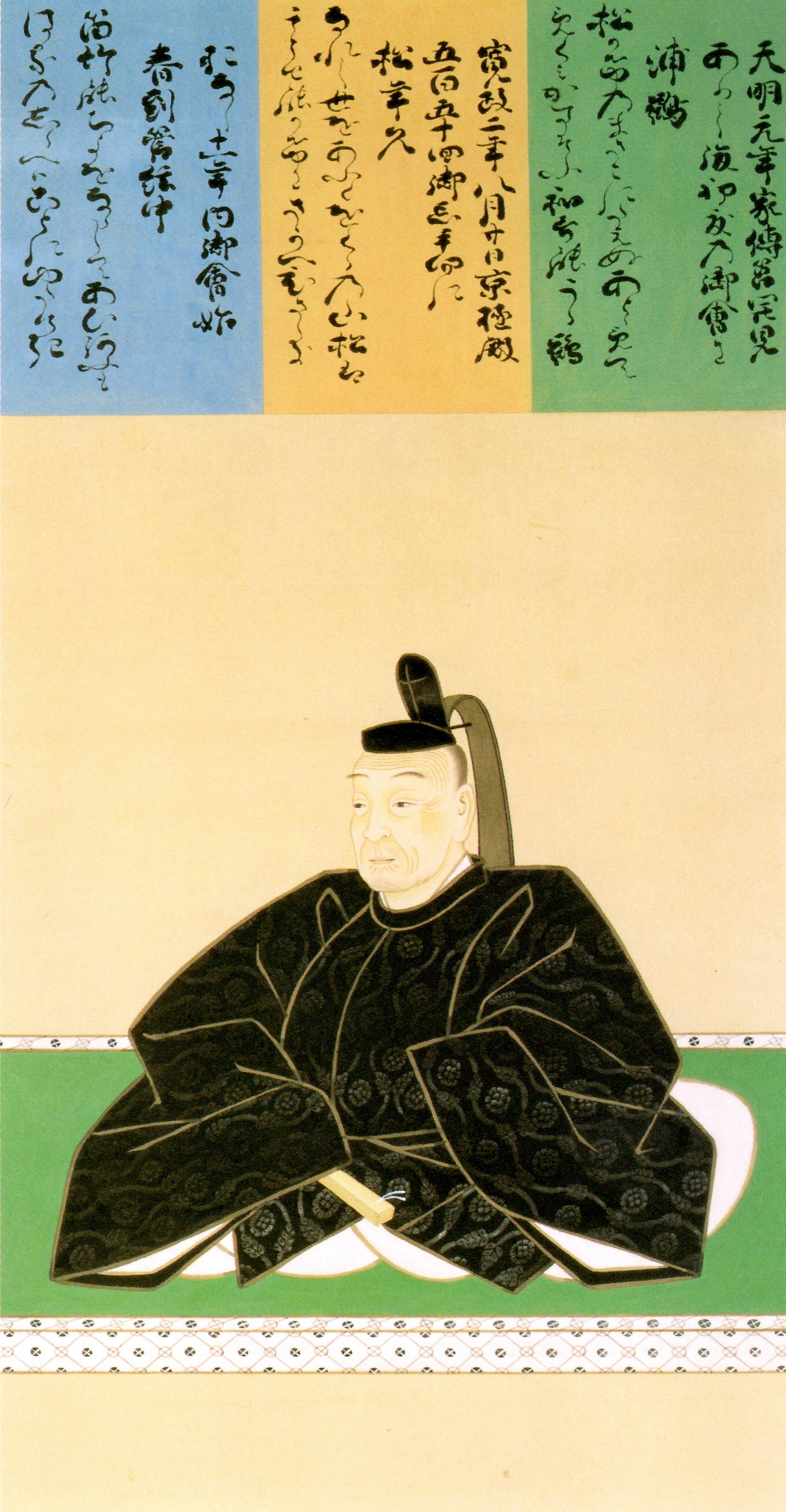
冷泉為泰

冷泉為泰（れいぜい ためやす、享保20年（1735年）12月6日 - 文化13年（1816年）4月7日）は、江戸時代中期の公卿。法名は等覚。

## 官歴
- 寛保3年（1743年）：従五位上
- 延享4年（1747年）：正五位下
- 宝暦元年（1751年）：従四位下
- 宝暦2年（1752年）：右権少将
- 宝暦4年（1754年）：従四位上
- 宝暦7年（1757年）：正四位下
- 宝暦8年（1758年）：右権中将
- 宝暦10年（1760年）：従三位
- 宝暦12年（1762年）：右兵衛督
- 明和元年（1764年）：正三位
- 明和3年（1766年）：参議
- 明和4年（1767年）：阿波権守、踏歌外弁
- 明和6年（1769年）：左衛門督、東照宮奉幣使
- 安永元年（1772年）：従二位、権中納言
- 安永5年（1776年）：正二位
- 天明3年（1783年）：民部卿
- 天明7年（1787年）：権大納言
- 天明8年（1788年）：踏歌外弁
- 天明11年（1791年）：出家のため致仕

## 系譜
- 父：冷泉為村
- 母：藤谷為信の娘
- 子：冷泉為章